# Gambá
O gambá, também chamado de sariguê, saruê ou sarigueia na Bahia, mucura na Amazônia, timbu na Paraíba, Pernambuco e no Rio Grande do Norte, cassaco no Ceará, Alagoas e no agreste pernambucano, micurê no Mato Grosso, taibu, tacaca e ticaca em São Paulo e Minas Gerais, além de erroneamente chamado de raposa em São Paulo e na Região Sul do Brasil por roubar ovos de galinha, é um mamífero marsupial do gênero Didelphis, encontrado desde o sul dos Estados Unidos até a América do Sul.
É um dos maiores marsupiais da família dos didelfiídeos. É onívoro. Seu principal predador é o gato-do-mato (Leopardus spp.). Por conta do nome é, por vezes, confundido com a doninha-fedorenta (Mephitis mephitis), que não é um marsupial, mas um mefitídeo.

## Etimologia
A etimologia de gambá é controvertida, mas pode vir da língua tupi. "Sariguê", "saruê", "sarigueia" e "saurê" procedem do tupi antigo sarigûeîa (sarigûé).

## Características
O crânio dos gambás do gênero Didelphis é notável pelo grande desenvolvimento das cristas sagital e occipital. A deposição de matéria óssea parece continuar durante toda a vida do animal, aumentando o crânio em suas dimensões principais enquanto o animal estiver vivo.
Os gambás são animais com 40 a 50 centímetros de comprimento, sem contar com a cauda, que chega a medir quarenta centímetros. Têm um corpo parecido com o do rato, incluindo a cabeça alongada, mas com uma dentição poliprotodonte (fórmula dental: 5/4, 1/1, 3/3, 4/4 = 50). A cauda tem pelos apenas na região proximal, é escamosa na extremidade e é preênsil, ou seja, tem a capacidade de enrolar-se a um suporte, como um ramo de árvore. As patas são curtas e têm cinco dedos em cada mão, com garras; o hálux (primeiro dedo das patas traseiras) é parcialmente oponível e, em vez de garra, possui uma unha. Ao contrário da maioria dos marsupiais, sua cauda é menor que seu corpo.
Assim como em outros marsupiais (como o canguru), as fêmeas dos gambás possuem marsúpio e vagina bifurcada, mas nenhum dos canais é utilizado para o parto ou para a excreção de urina. Ao menos o gambá-de-orelha-preta (Didelphis aurita), possui uma glândula que exala odor desagradável na região posterior do corpo que é liberado quando o animal se sente ameaçado e é obrigado a se fingir de morto.

## Dieta
Todas as espécies são onívoras, aproveitando-se de praticamente qualquer tipo de material comestível que encontram em suas constantes andanças noturnas. Alimentos tão diversos como frutas, grãos, insetos e outros artrópodes, pequenos vertebrados ou carniça são parte regular de sua dieta; sementes de diversas plantas permanecem viáveis após a digestão do gambá, tornando esse grupo um eficaz dispersor de sementes.
É muito comum, ao menos na região do Vale do Ribeira, invadirem galinheiros durante à noite e devorarem aves, que são encontradas pela manhã sem a cabeça e parcialmente comidas até o tronco. Sendo por isso, chamados erroneamente "raposa", vistos como nocivos e caçados pelos caiçaras, que costumam comê-lo frito com farofa, apesar do cheiro forte de sua carne. Esse comportamento do gambá em predar galinheiros é frequente no inverno e por escassez de frutos, sobretudo banana madura. Também é comum se alimentar dos caramujos-africanos.

## Reprodução

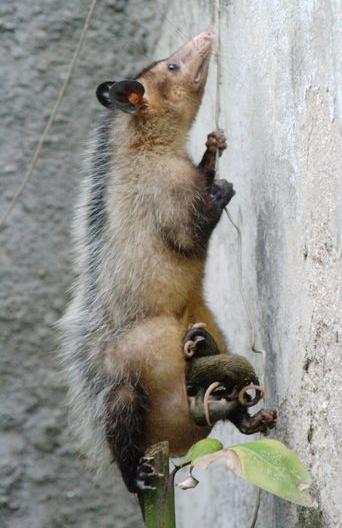
Gambá fêmea, com a bolsa marsupial cheia de filhotes

As gambás fêmeas são poliéstricas, com o ciclo estral de cerca de 28 dias. Os gambás podem reproduzir-se de uma a três vezes por ano. O período de gestação é de 12 a 13 dias, um dos mais curtos entre os marsupiais, e, apesar de produzir cerca de 22 embriões, a ninhada é de em torno de 8 filhotes após o nascimento. Como nos outros marsupiais, o período de implantação é curto ou ausente, e os filhotes nascem como embriões por um canal pseudovaginal desenvolvido durante o parto, com cerca de 1 cm. Os embriões se dirigem para o marsúpio, onde a boca do embrião é fixada temporariamente à extremidade do mamilo da mãe. Os filhotes permanecem no marsúpio entre 75 e 80 dias após o nascimento, e quando crescem não são ainda capazes de viver sozinhos, sendo transportados pela mãe em seu dorso. Em cativeiro, o período de vida é de dois a quatro anos.

## Comportamento
São animais solitários, exceto durante a época reprodutiva. Apresentam hábitos noturnos e crepusculares, se abrigam em cavidades entre rochas ou dentro de troncos ocos, sob a cobertura de arbustos ou plantas mortas e até dentro em tocas, muitas vezes cavadas por eles mesmos.
São marsupiais nômades que apenas permanecem em um mesmo lugar durante períodos variáveis de tempo em função da espécie e distribuição geográfica, mostrando sinais de comportamento territorial e agressivo, defendendo-se violentamente de outros congêneres. Apenas as fêmeas, ocasionalmente, tendem a viver em pequenos grupos, enquanto os machos, por sua vez, costumam brigar quando se encontram.
Apesar da agressividade e aparência feroz que caracteriza as espécies deste gênero, quando se sentem ameaçados, às vezes fingem estar mortos (tanatose) até que o predador desista. Deitados lateralmente em um estado catatônico, com os músculos completamente flácidos, somente um eletroencefalograma pode mostrar o estado de alerta extremo em que eles se encontram.
Por serem animais muito oportunistas e onívoros, eles também se adaptaram à vida em ambientes urbanos, embora não sejam vistos com frequência devido ao seu comportamento noturno e evasivo. As maiores ameaças a esses animais, além da destruição de habitat, são atropelamentos nas estradas, ataques de animais domésticos como cães e também conflitos com humanos. Algumas comunidades locais em certas regiões também os caçam para se alimentar.

## Espécies
- Didelphis albiventris Lund, 1840 - gambá-de-orelha-branca
- Didelphis aurita Wied-Neuwied, 1826 - gambá-de-orelha-preta
- Didelphis imperfecta Mondolfi e Pérez-Hernández, 1984
- Didelphis marsupialis Linnaeus, 1758 - gambá-comum
- Didelphis pernigra J.A. Allen, 1900
- Didelphis virginiana Kerr, 1792 - gambá-da-virgínia
- †Didelphis solimoensis

### Filogenia
Cladograma de Didelphis extantes
|  | D. aurita      |
|  |                |
|  | D. marsupialis |
|  |                |

|  | D. albiventris                                                |
|  |                                                               |
|  | \| \| D. imperfecta \| \| \| \| \| \| D. pernigra \| \| \| \| |
|  |                                                               |
|  | D. imperfecta                                                 |
|  |                                                               |
|  | D. pernigra                                                   |
|  |                                                               |

|  | D. imperfecta |
|  |               |
|  | D. pernigra   |
|  |               |

|  | D. aurita      |
|  |                |
|  | D. marsupialis |
|  |                |

|  | D. albiventris                                                |
|  |                                                               |
|  | \| \| D. imperfecta \| \| \| \| \| \| D. pernigra \| \| \| \| |
|  |                                                               |
|  | D. imperfecta                                                 |
|  |                                                               |
|  | D. pernigra                                                   |
|  |                                                               |

|  | D. imperfecta |
|  |               |
|  | D. pernigra   |
|  |               |

|  | D. aurita      |
|  |                |
|  | D. marsupialis |
|  |                |

|  | D. albiventris                                                |
|  |                                                               |
|  | \| \| D. imperfecta \| \| \| \| \| \| D. pernigra \| \| \| \| |
|  |                                                               |
|  | D. imperfecta                                                 |
|  |                                                               |
|  | D. pernigra                                                   |
|  |                                                               |

|  | D. imperfecta |
|  |               |
|  | D. pernigra   |
|  |               |

|  | D. aurita      |
|  |                |
|  | D. marsupialis |
|  |                |

|  | D. albiventris                                                |
|  |                                                               |
|  | \| \| D. imperfecta \| \| \| \| \| \| D. pernigra \| \| \| \| |
|  |                                                               |
|  | D. imperfecta                                                 |
|  |                                                               |
|  | D. pernigra                                                   |
|  |                                                               |

|  | D. imperfecta |
|  |               |
|  | D. pernigra   |
|  |               |

## Distribuição geográfica

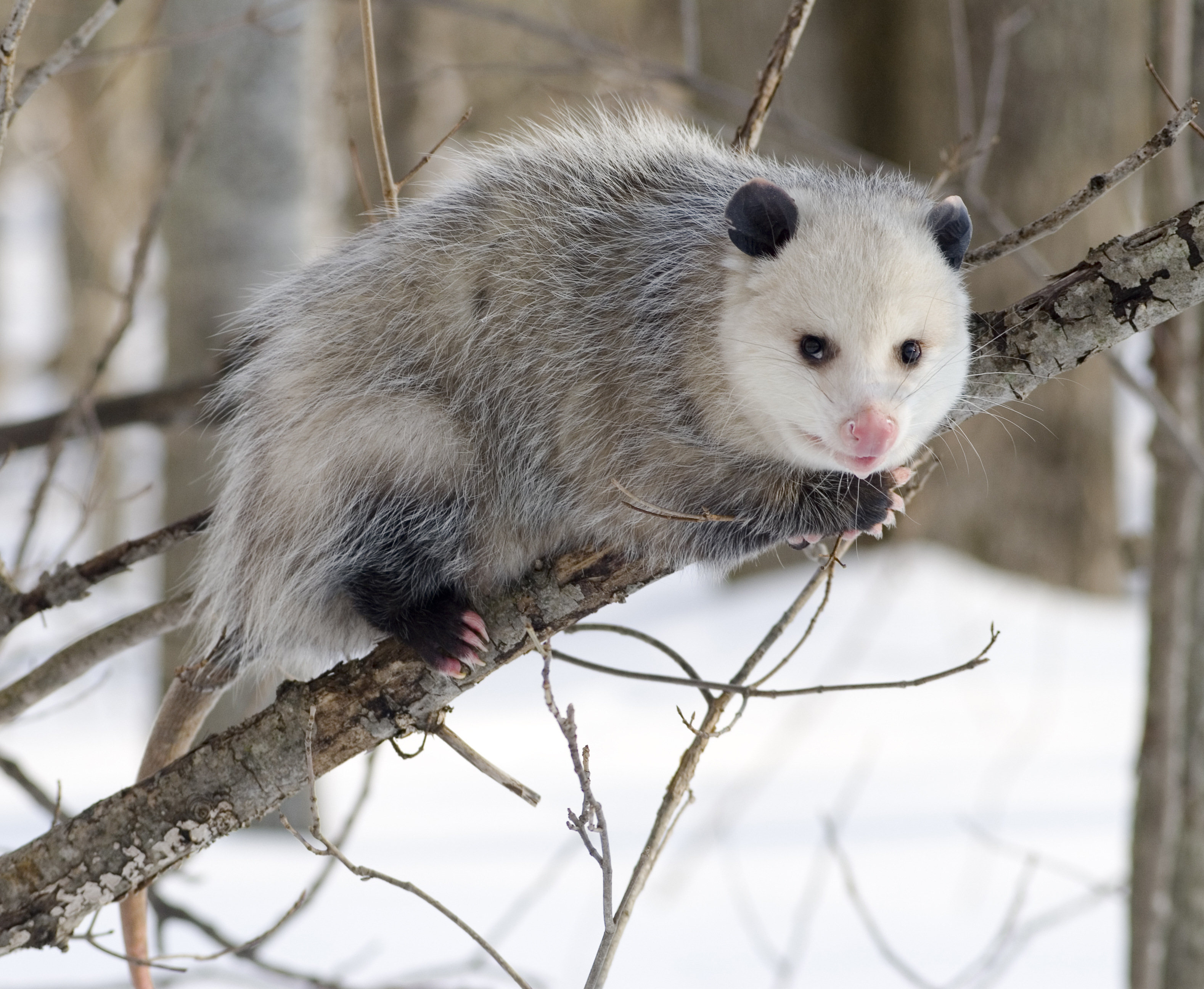
Gambá (Didelphis virginiana), com pelagem de inverno

Os gambás podem ser encontrados em várias regiões das Américas, desde o Canadá até a Argentina. No território brasileiro, há, pelo menos, quatro espécies:
- Didelphis albiventris - gambá-de-orelha-branca: Argentina, Bolívia, Brasil, Paraguai, Guiana Francesa, Colômbia e Uruguai;[14] é encontrado em todo o Nordeste e região central do Brasil,[17] especialmente no estado de São Paulo e no Rio Grande do Sul;[18]
- Didelphis aurita - gambá-de-orelha-preta: Argentina, Brasil e Paraguai;[11] no Brasil, é encontrado principalmente nas regiões de Mata Atlântica, nos estados de São Paulo, Rio de Janeiro e em estados próximos; ocorre também no norte do Rio Grande do Sul[19] e na Amazônia;
- Didelphis imperfecta –  Venezuela, sudoeste do Suriname, Guiana Francesa e norte do Brasil;[11]
- Didelphis marsupialis – gambá-comum: do nordeste da Argentina até o México;[20] no Brasil, principalmente na região amazônica até o sul do país;[21]

As outras duas espécies que não são encontradas no território brasileiro são:
- Didelphis virginiana - gambá-da-virgínia: Canadá até a América Central, é o único marsupial encontrando ao norte do México;
- Didelphis pernigra - encontrado principalmente nos Andes; Venezuela, Colômbia, Equador, Peru, Bolívia, Argentina.[22]